# なるには學問堂
なるには學問堂（なるにはがくもんどう）は、大阪市に本社を置くスペックグループの学童保育施設。

## 概要
少子高齢化による人口減少、待機児童問題、女性活躍推進社会の到来などの社会的時勢を背景に、共働き家庭をサポートする「アフタースクール」と、和の精神を持った国際人を養成する「天才教育の塾」として開設された。開設のきっかけとなったのは、「小1の壁」に直面したことであった。
「アフタースクール」としての役割は、朝8時から夜8時まで安全に児童を預かることで、キャリアウーマンもシングルマザーも安心して仕事に打ち込むことができるようにすることである。一方、「天才教育の塾」の役割は、子どもたちが本来備えている天賦の才を開花させて、世界を舞台に活躍できる日本人の育成を目指すことである。そのための様々な独創的かつ斬新なカリキュラムが用意されている。
開園時間は15時〜 20時（平日）で、土曜日や長期休みは朝8時から利用可能となっている。

## 宿題の指導
「なるには」の1日は、各々が学校から持参した連絡帳を取り出すところから始まる。室内の真ん中にある大きな丸テーブルについて、いっせいに宿題を始め、中には正座して取り組む子どもの姿も見られる。連絡帳には、今日やるべき宿題が書かれており、それを「なるには」用の連絡帳に書き写す。漢字の書き取り、算数など終わったものに、指導員からはんこを押してもらうので、保護者は何が終わったかが一目瞭然である。もちろん学習サポートは万全。「なるには」では、学習する習慣を子どもたちにつけてもらいたいと思い、基本的に「なるには」にいる時間内に宿題を終わらせてから帰宅するようである。

## カリキュラム
- 天才開発プログラム - 幼いころからの夢を叶えて活躍するアスリートや文化人、芸能人を招いた「なるには講話会」を開き、子どもたちが本物に直接触れることで夢を具体的にイメージし、学びに意欲を喚起させる[2]
- なるには算盤 - 「珠算」と「暗算」を訓練することで、子どもたちの数理力を飛躍的に高める
- 日本語力アップ
  - 本と読み聞かせ - 物語を楽しむうちに自然と語彙力や表現力が育ち、想像力を豊かにする
  - 読解力、文章力、語彙力ークイズ形式、カード、カルタなどを使いながら、深い読解力や、複雑な表現力、漢字や四字熟語など語彙力を身につける
- 英語プログラム - 「和心」を伝える英会話プログラムで、日本語の曖昧な表現を伝える英語力を身に着けながら、コミュニケーション力を主体としてゲーム感覚で英語に親しむ[4]
- 創作アート - 手と創造力をフルに動かして個性あふれる作品を創る
- 自分表現力 - 楽しいテーマを用い、自らスピーチを考え、カメラの前での発表を繰り返す過程で、自然とプレゼン力が養われる
- なるには拳法 - 心身鍛錬と護身術。和の精神を学びながら心身を鍛え、礼儀を身につける
- なるには音楽プログラム - 音楽を通じて世界中の子どもたちと友達になる可能性を体験する
- なるには体育プログラム - 武術やサッカーなど運動を通じて体と心を育む
- なるには和道プログラム - 日舞、茶道、書道などの伝統文化を学ぶ
- 新聞クイズ - クイズを出すために新聞を読み込むことで、新聞が読めるようになる[5]
- なるにはけん玉教室 - 集中力やバランス力を養う
- なるには夢筆プログラム - なるには學問堂独特のプログラムで、「なりたい」をマッピングすることで将来の夢が具現化される